# Thierry Devergie
Thierry Devergie (Marsiglia, 27 luglio 1966) è un ex rugbista a 15 ed ex rugbista a 13 francese attivo come seconda/terza linea, Nazionale francese a 15.

## Biografia
Militò nel Nîmes, con cui ebbe le sue prime esperienze internazionali, venendo convocato in Nazionale francese; passò poi al Grenoble e in seguito ebbe una stagione al Paris Saint-Germain Rugby League, formazione parigina di rugby XIII ormai estinta.
Tornato al XV, militò per una stagione nel Montpellier prima di trasferirsi in Galles al Neath, poi in Inghilterra al Bristol e infine tornare in Francia al Brive e chiudere la carriera al Bègles nel 2000.
Esordì in Nazionale nel 1988 a Bucarest in Coppa FIRA contro la Romania; partecipò al Cinque Nazioni 1990 e, successivamente, alla Coppa del Mondo di rugby 1991 dove, benché convocato, non fu mai utilizzato.
Il suo ultimo incontro internazionale è del luglio 1992 contro l'Argentina.